# Common Language Resources and Technology Infrastructure

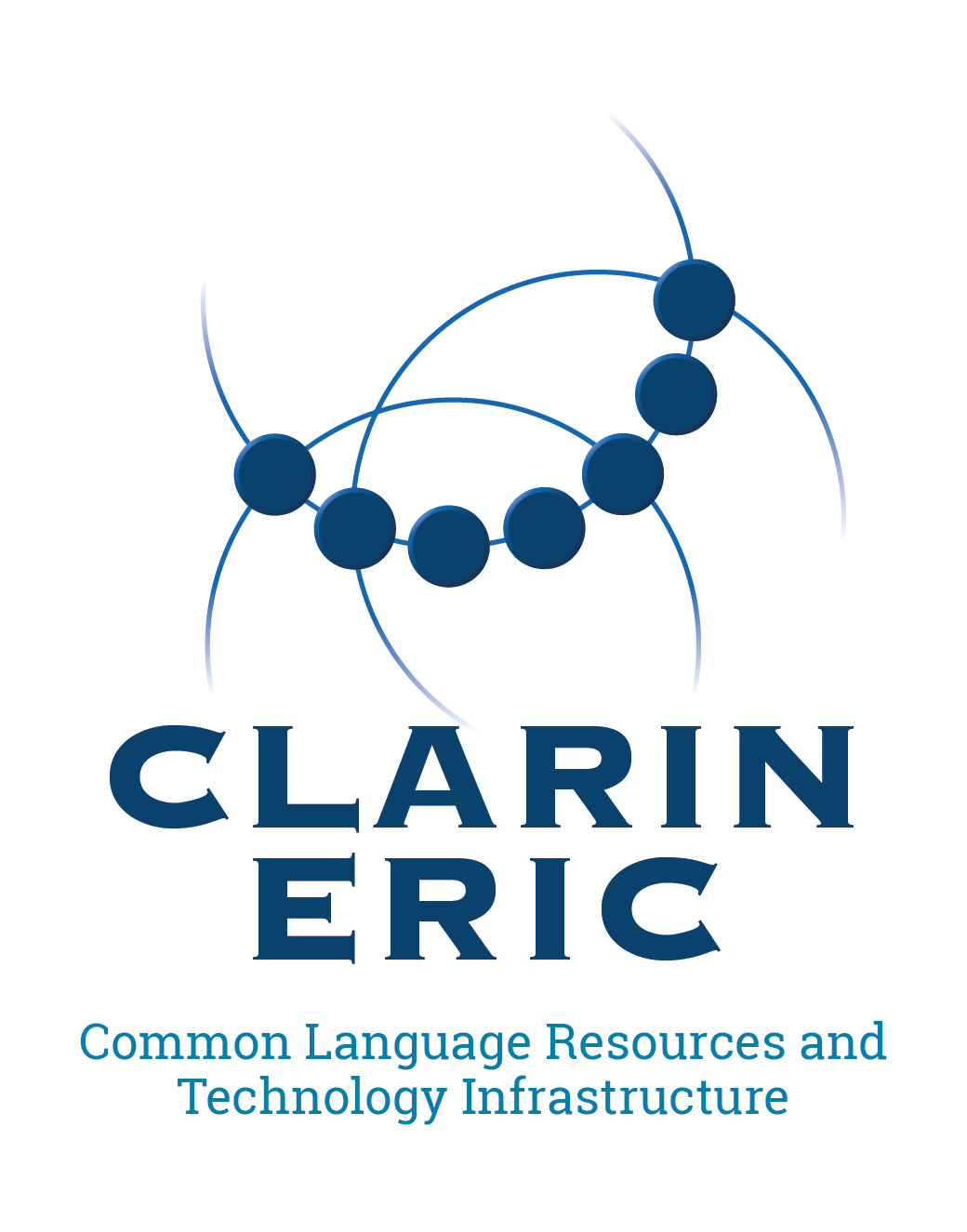
Logotipo CLARIN ERIC

Common Language Resources and Technology Infrastructure (CLARIN) es un proyecto europeo orientado a desarrollar y a reunir recursos tecnológicos en relación con el uso y aplicación del lenguaje y de la cultura.
Y el proyecto francés CNRTL participa y forma parte de este gran proyecto europeo, así como también iniciativas de distinto tipo gestadas y desarrolladas en otros países del Viejo Continente.
CLARIN está orientado a establecer una infraestructura de investigación y desarrollo, integrada e interoperable de recursos de lengua y sus correspondientes tecnologías apropiadas, y su objetivo principal es el de superar la usual y corriente fragmentación o separación por lenguas y culturas, ofreciendo una plataforma (infraestructura) estable, accesible, y extensible, y por tanto aplicable a lo que podríamos llamar eHumanidades, o sea, aplicable al tratamiento digital y electrónico de las humanidades, en un entorno multicultural y multilingüístico.
Las diferentes comunidades lingüísticas así podrán optimizar sus diferentes modelos e instrumentos, en beneficio de todo el material humanístico-cultural de que se dispone, y a efectos de facilitar el acceso a distancia a estos recursos.
CLARIN centra su hilo conductor en la importancia de la comunicación multimedia y a distancia. Si por un lado se quiere conservar la identidad cultural aún de los pequeños grupos, y también se desea fortalecer y preparar a las generaciones jóvenes para la competición global y para la excelencia, no hay otra que mejorar en todo lo posible todos los entornos educativos y culturales, incluso promocionando y alcanzando una educación multilingüe y multicultural en escuelas, colegios, y universidades.